# Così come sei
Così come sei (br Tentação Proibida) é um filme ítalo-espanhol de 1978, do gênero drama erótico, dirigido por Alberto Lattuada.

## Elenco
- Marcello Mastroianni  ...  Giulio Marengo
- Nastassja Kinski  ...  Francesca
- Francisco Rabal  ...  Lorenzo
- Mónica Randall  ...  Luisa Marengo
- Ania Pieroni  ...  Cecilia
- Barbara De Rossi  ...  Ilaria Marengo
- José María Caffarel  ...  Bartolo
- Giuliana Calandra  ...  Teresa
- Maria Pia Attanasio  ...  Condessa Archi
- Raimondo Penne  ...  notário
- Claudio Aliotti
- Massimo Bonetti  ...  treinador de cavalos
- Mario Cecchi  ...  jardineiro
- Adriana Falco  ...  secretário de Giulio
- Rodolfo Bigotti

## Crítica
Este filme recebeu críticas positivas, especialmente pela performance de Nastassja Kinski no filme. De acordo com o pôster estadunidense do filme, Bruce Williamson da Playboy o chamou de "Um filme verdadeiramente sexy". A revista TIME também elogiou a performance de Kinski: "Kinski é simplesmente arrebatadora, genuinamente sexy e fogosa sem ser dolorosamente agressiva sobre isso." Mr. Skin deu ao filme quatro estrelas (em quatro).